# پل قلعه شیخ
پل قلعه شیخ مربوط به دوره قاجار است و در سال ۱۳۱۷ هجری قمری ، ۱۲۷۸ هجری شمسی و سال ۱۸۹۹ میلادی ساخته شده است و در شهرستان تویسرکان، بخش مرکزی، دهستان حیقوق نبی، روستای قلعه شیخ واقع شده و این اثر در تاریخ ۱۸ اسفند ۱۳۸۷ با شمارهٔ ثبت ۲۵۱۲۸ به‌عنوان یکی از آثار ملی ایران به ثبت رسیده‌است.